# Mara Lang
Mara Lang (* 1970 in Wien) ist eine österreichische Autorin.

## Leben und Werk
Mara Lang absolvierte eine Ausbildung zur Diplom-Pädagogin und war 25 Jahre als Volksschullehrerin tätig. Seit 2017 arbeitet sie als freie Autorin und begann 2018 mit einer Ausbildung zum Coach. Sie hat bereits zahlreiche Jugendbücher und Fantasyromane veröffentlicht.
Mara Lang ist verheiratet und lebt mit ihrem Mann in Wien. Sie ist Mitglied bei Phantastik-Autoren-Netzwerk und bei DeLiA.

## Romane und Novellen
- Masken – Unter magischer Herrschaft, Droemer-Knaur 2012, ISBN 978-3426510094
- Der Puls von Jandur, Carlsen Impress 2013
- Das Herz von Jandur, Carlsen Impress 2014
- Im Licht der Nacht, Carlsen Impress 2015
- RUN, Bookspot Verlag 2015, ISBN 978-3956690396
- Girl in Black, Ueberreuter Verlag 2016, ISBN 978-3764170639
- Almost a Fairy Tale – Verwunschen, Ueberreuter Verlag 2017, ISBN 978-3764170684
- Almost a Fairy Tale – Vergessen, Ueberreuter Verlag 2018, ISBN 978-3764170691
- Im Licht der Nacht, Neuauflage, Mara Lang (Nova MD) 2018, ISBN 978-3961115891
- Das Juwel der Finsternis, Bookspot Verlag 2019, ISBN 978-3956691201